# Comuna Colibași, Giurgiu
Colibași este o comună în județul Giurgiu, Muntenia, România, formată din satele Câmpurelu și Colibași (reședința).

## Așezare
Comuna se află în estul județului, la limita cu județul Ilfov, pe malul stâng al Argeșului și pe malul drept al Sabarului. Este străbătută de șoseaua județeană DJ412, care o leagă spre sud-vest de Comana (unde se intersectează cu DN5A) și Prundu (unde se termină în DN41) și spre nord-est de Vărăști.

## Demografie
Componența etnică a comunei Colibași
     Români (92,09%)
     Alte etnii (1,04%)
     Necunoscută (6,87%)
Componența confesională a comunei Colibași
     Ortodocși (91,81%)
     Alte religii (1,1%)
     Necunoscută (7,09%)
Conform recensământului efectuat în 2021, populația comunei Colibași se ridică la 3.186 de locuitori, în scădere față de recensământul anterior din 2011, când fuseseră înregistrați 3.529 de locuitori. Majoritatea locuitorilor sunt români (92,09%), iar pentru 6,87% nu se cunoaște apartenența etnică. Din punct de vedere confesional, majoritatea locuitorilor sunt ortodocși (91,81%), iar pentru 7,09% nu se cunoaște apartenența confesională.

## Politică și administrație
Comuna Colibași este administrată de un primar și un consiliu local compus din 11 consilieri. Primarul, Constantin Stoica[*], de la Partidul Național Liberal, este în funcție din 2004. Începând cu alegerile locale din 2024, consiliul local are următoarea componență pe partide politice:
|  | Partid                    | Consilieri | Componența Consiliului | Componența Consiliului | Componența Consiliului | Componența Consiliului | Componența Consiliului | Componența Consiliului | Componența Consiliului | Componența Consiliului |
|  | ------------------------- | ---------- | ---------------------- | ---------------------- | ---------------------- | ---------------------- | ---------------------- | ---------------------- | ---------------------- | ---------------------- |
|  | Partidul Național Liberal | 8          |                        |                        |                        |                        |                        |                        |                        |                        |
|  | Partidul Social Democrat  | 3          |                        |                        |                        |                        |                        |                        |                        |                        |

## Istorie
La sfârșitul secolului al XIX-lea, comuna făcea parte din plasa Sabarul a județului Ilfov și era formată numai din satul de reședință, având o biserică cu hramul „Sfânta Filofteia” și o școală cu 22 de elevi (dintre care o fată). Anuarul Socec din 1925 consemnează unirea comunei cu comuna Gostinari, formând comuna Colibași-Gostinari, având 3842 de locuitori în satele Gostinari-Belu, Gostinari-Văcărești și Colibași. Unirea a fost însă una vremelnică, în 1931, satul Colibași separându-se din nou.
În 1950, comuna a fost transferată raionului Vidra și apoi (după 1952) raionului Giurgiu din regiunea București, în această perioadă alipindu-i-se și satul Câmpurelu al fostei comune Dobreni-Câmpurelu, desființată. În 1968, comuna a revenit la județul Ilfov, reînființat. În 1981, o reorganizare administrativă regională a dus la transferarea comunei la județul Giurgiu.

## Monumente istorice
Două obiective din comuna Colibași sunt incluse în lista monumentelor istorice din județul Giurgiu ca monumente de interes local, ambele fiind clasificate ca monumente de arhitectură: biserica cu hramurile „Cuvioasa Paraschiva” și „Sfântul Nicolae” (secolul al XIX-lea) din Câmpurelu; și biserica „Cuvioasa Paraschiva” (1880) din Colibași.